# Leticia Moreno
Leticia Muñoz Moreno (Madrid, 1985) es una violinista española.

## Carrera
Comenzó su educación musical en Boston a la temprana edad de tres años en violín y piano con el Método Suzuki ofreciendo sus primeros recitales cuando tenía solamente cinco años. En 1996 estudió seis años con el legendario profesor Zakhar Bron en la Escuela Superior de Música Reina Sofía y en Alemania en Köln Musikhochschule. 
A los doce años daba conciertos en toda Europa. 
Posteriormente fue alumna de Maxim Vengerov en Saarbrücken y David Takeno en la Guildhall School of Music and Drama donde recibió la más alta puntuación en la historia de la escuela por su recital de graduación. Su último profesor fue el maestro Rostropovich a partir de año 2003. Dice de su enseñanza: «Era un reto tocar regularmente para Rostropóvich y preparar el enorme repertorio que me pedía antes de cada lección. Me hacía estudiar siete conciertos y luego él escogía cuál debía interpretar o me pedía partes de varios; él se sentaba después al piano y tocábamos juntos, o repetíamos un pasaje durante tres horas… Creo que los dos lo pasábamos muy bien en aquellos encuentros en Madrid, en la casa del maestro en Londres o en otras ciudades del mundo y él demostró siempre una gran generosidad con su tiempo. Tenía multitud de compromisos, estaba ocupadísimo, pero nunca lo sentí cuando estaba con él.»
A los diecinueve años obtuvo el primer premio en el concurso Kreisler tocando con la Orquesta Sinfónica de Viena el Concierto para violín opus 99 de Dmitri Shostakóvich. Su interpretación fue calificada como «sin precedentes» por la crítica especializada, mientras que los medios de comunicación de Austria la definieron como «la nueva Martha Argerich del violín»[cita requerida].
Desde entonces hace conciertos alrededor del mundo: Austria, Inglaterra, San Petersburgo, Moscú, Italia, Sudamérica, México y España. Ha actuado con directores como Z. Mehta, Y. Temirkanov, K. Penderecki, V. Spivakov, M. Vengerov, I. Bolton, J. Axelrod, J. Nelson, W. Weller, P. Steinberg, G. Herbig, E. Oue, J. Pons, V. P. Pérez, J. López Cobos, P. Halffter, C. Vásquez, A. Orozco-Estrada y J. Mena.
Además, ha trabajado con las principales orquestas, como la Orquesta Sinfónica de Chicago y la Orquesta Filarmónica de Viena, Wiener Symphoniker, Mozarteum Orchester Salzburg, St. Petersburg Philharmonic, Russian National Philhamonic, Maggio Musicale Fiorentino, Sinfonía Varsovia, la Orquesta Sinfónica de Besançon, Essener Philharmoniker, la Orquesta Sinfónica de Taipéi, Orquesta Simón Bolívar y las principales orquestas españolas.

## Estilo musical
Leticia dice del violín: «Realmente es un instrumento maravilloso. Su dificultad es que no te otorga margen de error, y su otra peculiaridad reside en que transmite de manera inmediata la personalidad del artista a través del sonido que extraes de él. El violín es quizá el instrumento con un registro más sensible a todo lo que uno lleva dentro, y es muy difícil sacar un sonido bello. Esta complejidad es lo que me gusta, porque al mismo tiempo te permite obtener un sonido propio, algo que resulta más arduo con otros instrumentos. El violín no perdona… No, es como conducir un coche muy sensible al acelerador. Si llevas un Ferrari puedes ‘jugar’ más, y también corres el riesgo de estamparte. Creo que eso es lo que más me gusta de tocar el violín. Recuerdo mis primeros conciertos con orquesta cuando era una niña, tendría unos 12 años, y la felicidad que sentí al observar que tenía un sonido personal y que ese sonido volaba por encima de la orquesta. Fue muy placentero.»
Respecto a la interpretación musical anota: «Lo que me hacía feliz era disfrutar del escenario, y para ello había que prepararse bien y por tanto tener mucha disciplina. No había para mí mayor satisfacción que sentir esa comunión (que no ocurre en todos los conciertos) con el autor y con el público... Para mí practicar es un proceso de creación y, como tal, un acto muy estimulante. Puede ser muy placentero, pero también durísimo, porque estás luchando constantemente por llegar a una meta que es siempre inalcanzable; en cuanto llegas a una, ya te has fijado otra. La clave está en saber valorar lo que has logrado y saber sufrir por lo que todavía se resiste. Sin ese balance no se disfruta ni ensayando ni actuando.»
«No basta sólo con machacar hasta la perfección técnica. Para tener algo que explicar sobre la vida tienes que haberlo aprendido antes. Debes haberte llenado de experiencias y sentimientos para luego poderlos compartir en tu interpretación.»

## Repertorio y grabaciones
En su álbum de debut con Deutsche Grammophon titulado Spanish Landscapes (Paisajes españoles) recupera parte del patrimonio musical español poco conocido, como la Sonata para violín y para piano de Granados y El poema de una sanluqueña de Turina. 
Su segundo álbum está dedicado a Shostakovich. La grabación, en directo, sorprende por la madurez de criterio, por tensión dramática que, más allá de cualquier virtuosismo, consigue imprimir la violinista a esta imponente música amarga, doliente, escrita en los momentos más duros del estalinismo. La grabación se completa con la interpretación excelente, de la transcripción para violín y piano (acompañada por la pianista letona Lauma Skride) de 19 de los 24 preludios Op.34 originalmente compuestos para piano. Leticia dice de esta grabación: "Mis proyectos con Deutsche Grammophon son siempre personales. En este caso les dije que existía la posibilidad de grabar en directo la actuación de clausura de la temporada de la Filarmónica de San Petersburgo en la sala donde se estrenó el Concierto para violín n.º 1 y con la orquesta que lo interpretó por primera vez. El director sería Yuri Temirkánov, una leyenda viva y una eminencia en este repertorio, con quien he realizado muchas giras. El hecho de grabarlo en directo le daba una carga emocional suplementaria al disco, y por fortuna la grabación salió muy bien. Los dos acabamos emocionados, y la Filarmónica es una orquesta por la que me he sentido adoptada, como si fuera de su tierra". 
Respecto a su repertorio indica: "Desde mis inicios me he sentido muy identificada con la música rusa, aunque posteriormente me ha interesado desde el repertorio barroco, que me encanta, hasta el contemporáneo, del que me siento muy próxima también porque es el de nuestra época. He interpretado obras actuales maravillosas como el Concierto para violín y orquesta de Esa-Pekka Salonen, que se estrenó con mucho éxito y es una obra espectacular: profunda, divertida, con partes de batería. También hay autores, como José Luis Greco, que han compuesto obras para mí, y he interpretado música de Gubaidulina o de Olivier Rappoport, cuya Sonata estrene recientemente en España con el pianista Bertrand Chamayou." 

## Instrumento
Hasta el año 2005 Leticia Moreno tocó un Pietro Guarneri de 1679 propiedad de la Stradivari Society de Chicago, pero desde entonces toca siempre un Gagliano de 1762 del que dice: "Llevo tocándolo más de 10 años, pero antes de eso, cuando tenía 12 o 13, mis padres me lo alquilaban porque necesitaba un violín ‘importante’ para actuar en los escenarios internacionales. He tocado también Stradivarius y Guarnerius cedidos por diversas instituciones. Cuando terminaron los contratos tuve que buscar un instrumento de calidad suprema, me acordé del Gagliano y lo compré. Era crucial para mí tener una voz propia. Estar cambiando continuamente de violín es muy incómodo: la madera se amolda a ti y llegas con el instrumento a una comunión completa. No sucede lo mismo con un piano, que además se deteriora con el tiempo; el violín, por el contrario, va creciendo contigo. Yo quería tener una relación con ‘un’ instrumento y el Gagliano se ha convertido en una continuación de mi alma, de mi cuerpo, de mí en definitiva."

## Premios
- Asociación Española de Intérpretes, 1996, 1999 y 2000
- Juventudes Musicales de España, 1997, 1998 y 2001
- Henryk Szeryng Competition, 2000
- Concertino Praga 2000
- Novosibirsk, 2001
- Pablo Sarasate, 2001
- Emily Anderson, 2005
- Premio Optimista Comprometido con la Cultura 2016 otorgado por la revista Anoche Tuve un Sueño

## Enlaces
- http://www.leticiamoreno.com/
- http://www.royalphilharmonicsociety.org.uk/?page=youngArtists/biogs/youngartisit05/moreno.html

- Datos: Q6533382